# مکس گلر
مکس گلر (انگلیسی: Max Geller؛ زادهٔ ۲۰ آوریل ۱۹۷۱) کشتی‌گیر آزاد بلاروس‌تبار اهل اسرائیل بود. وی در بازی‌های المپیک تابستانی ۱۹۹۲ شرکت کرده‌است.